# 岩生南星
岩生南星（学名：Arisaema saxatile）是天南星科天南星属的植物，为中国的特有植物。分布于中国大陆的四川、云南等地，生长于海拔1,800米至2,800米的地区，一般生长在草坡或河谷灌丛中。